# Sphaerodactylus argivus
Espèce
Sphaerodactylus argivus est une espèce de geckos de la famille des Sphaerodactylidae.

## Répartition
Cette espèce se rencontre :
- dans les trois îles des îles Caïmans ;

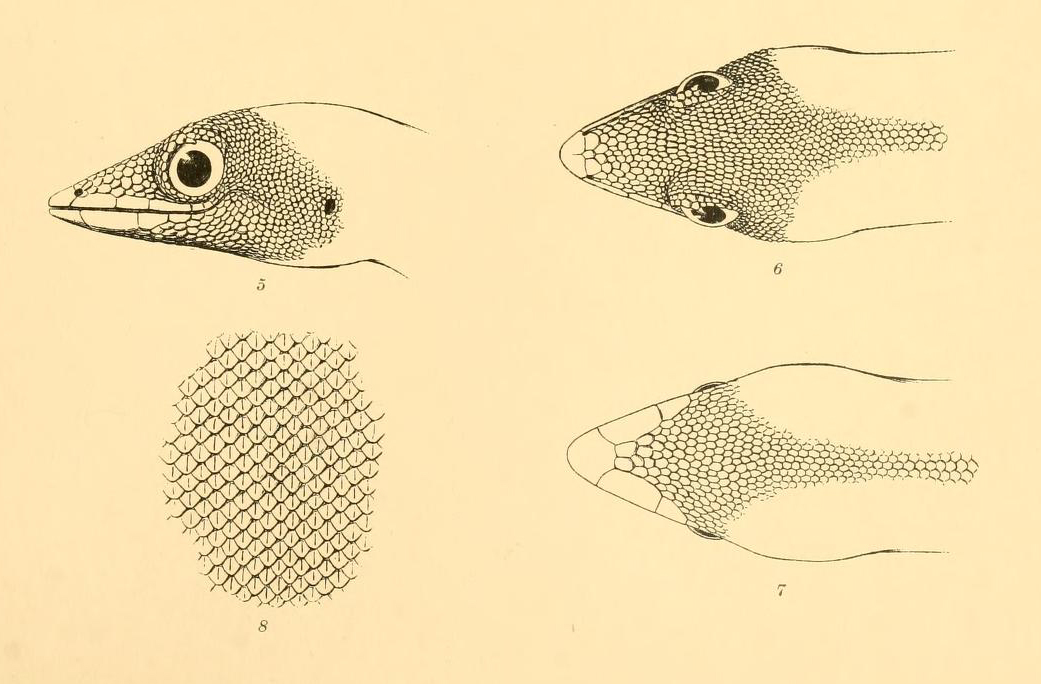

- aux Bahamas.

## Liste des sous-espèces
Selon The Reptile Database (15 juin 2012) :
- Sphaerodactylus argivus argivus Garman, 1888
- Sphaerodactylus argivus bartschi Cochran, 1934
- Sphaerodactylus argivus lewisi Grant, 1941

## Publications originales
- Cochran, 1934 : Herpetological collections from the West Indies made by Dr. Paul Bartsch under The Walter Rathbone Bacon Scholarship, 1928-1930. Smithsonian Miscellaneous Collections, vol. 92, n. 7, p. 1-48 (texte intégral).
- Garman, 1888 : Reptiles and batrachians from the Caymans and from the Bahamas Collected by Prof. C. J. Maynard for the Museum of Comparative Zoology at Cambridge. Massachusetts Bulletin of the Essex Institute, vol. 20, p. 101-113 (texte intégral).
- Grant, 1941 "1940" : The herpetology of the Cayman Islands. Bulletin of the Institute of Jamaica, Science Series, vol. 2, p. 1-56.